# (2072) Kosmodemyanskaya
(2072) Kosmodemyanskaya es un asteroide perteneciente al cinturón de asteroides, descubierto el 31 de agosto de 1973 por el equipo de la Tamara Mijáilnovna Smirnova desde el Observatorio Astrofísico de Crimea (República de Crimea, Rusia).

## Designación y nombre
Designado provisionalmente como 1973 QE2. Fue nombrado en homenaje a Liubov Timoféyevna Kosmodemianskaya, madre de Zoya y Aleksandr, héroes de la Unión Soviética.